# Karol Kłos

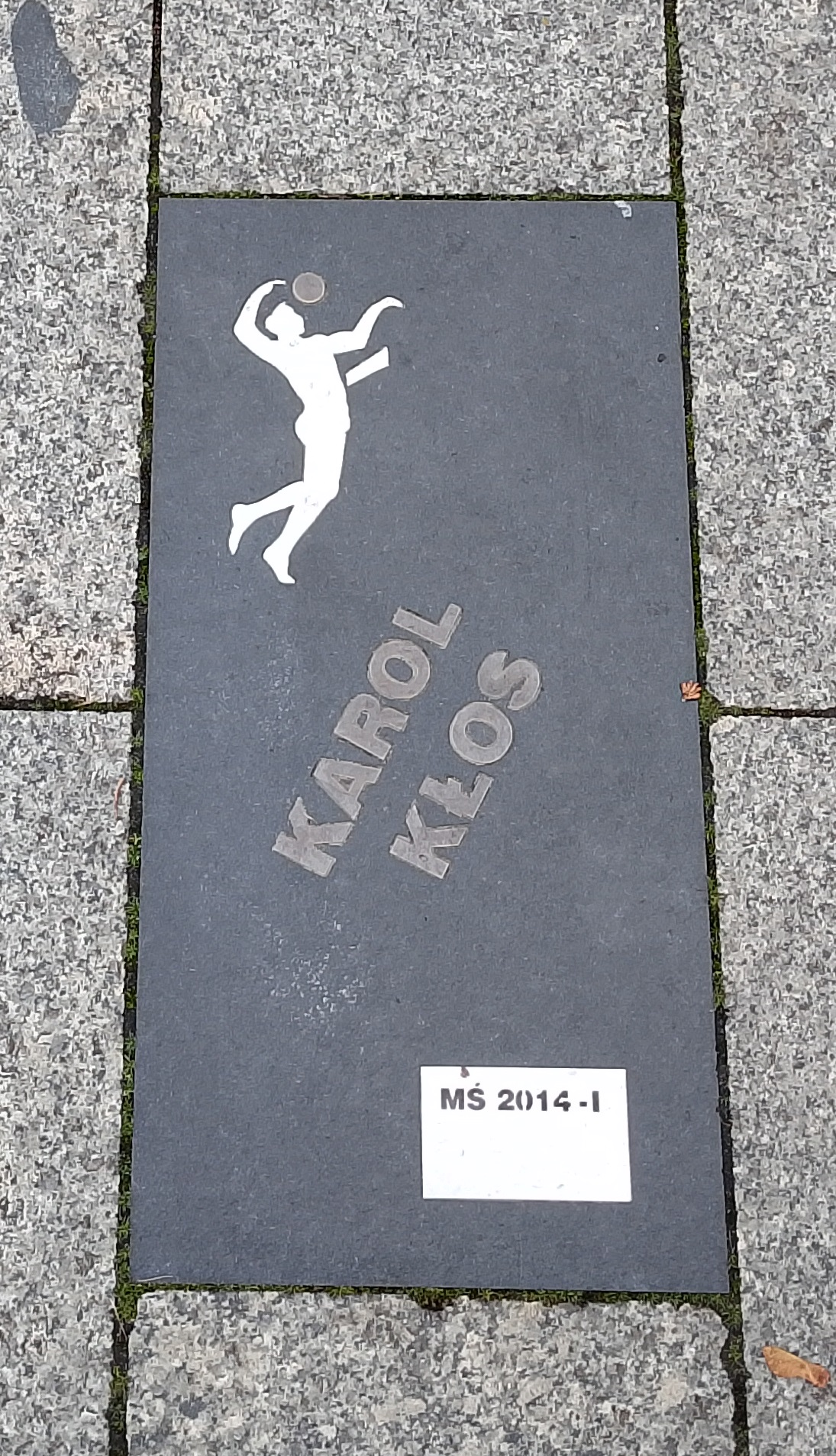
Tablica Karola Kłosa w Siatkarskiej Alej Gwiazd w Bełchatowie

Karol Kłos (ur. 8 sierpnia 1989 w Warszawie) – polski siatkarz, występujący na pozycji środkowego, w latach 2009–2024 reprezentant Polski. 

## Kariera klubowa
Na parkietach Polskiej Ligi Siatkówki zadebiutował w pierwszej kolejce sezonu 2008/2009, w meczu AZS Politechnika Warszawska przeciwko AZS Częstochowa, zdobywając 10 punktów, 5 punktów atakiem i blokiem. Przed ostatnim meczem w barwach PGE Skry Bełchatów w meczu o 11. miejsce PlusLigi 2022/2023 z GKS Katowice jego koszulka zawisła pod dachem hali „Energia” obok koszulki Mariusza Wlazłego. Na początku lipca 2025 dołączył do Projekt Warszawa. 

## Kariera reprezentacyjna
Był podstawowym zawodnikiem reprezentacji Polski kadetów, która w 2007 roku sięgnęła po tytuł wicemistrza Europy kadetów.  21 września 2014, wraz z reprezentacją Polski, wywalczył złoty medal Mistrzostw Świata 2014. Na tym turnieju został uznany za drugiego najlepszego blokującego. Kapitan reprezentacji w 2015 roku. Po Memoriale Huberta Jerzego Wagnera 2024 postanowił zakończyć karierę reprezentacyjną.

## Życie prywatne
Jest absolwentem XXXIV Liceum im. Miguela de Cervantesa w Warszawie. Pod koniec lipca 2024 roku oznajmił, że rozstał się ze swoją żoną po ponad 16 latach bycia razem.

## Sukcesy klubowe
Klubowe Mistrzostwa Świata:
- 2010
- 2012

Puchar Polski:
- 2011, 2012, 2016

Mistrzostwo Polski:
- 2011, 2014, 2018
- 2012, 2017
- 2015, 2016

Liga Mistrzów:
- 2012

Superpuchar Polski:
- 2012, 2014, 2017, 2018

Puchar CEV:
- 2024[12]
- 2025[13]

## Sukcesy reprezentacyjne
Mistrzostwa Europy Kadetów:
- 2007

Mistrzostwa Europy:
- 2023[14]
- 2011, 2019

Letnia Uniwersjada:
- 2013

Mistrzostwa Świata:
- 2014
- 2022[15]

Puchar Świata:
- 2019
- 2015

Liga Narodów:
- 2023[16]
- 2021
- 2019, 2022[17], 2024[18]

## Nagrody indywidualne
- 2014: Drugi najlepszy blokujący Mistrzostw Świata
- 2019: Najlepszy blokujący Memoriału Huberta Jerzego Wagnera

## Odznaczenia
- Złoty Krzyż Zasługi – 23 października 2014[19].